# Bundesstraße 462
Pour les articles homonymes, voir Route 462.
La Bundesstraße 462 est une Bundesstraße du Land de Bade-Wurtemberg.

## Géographie
Elle mène à partir de Rastatt dans le fossé rhénan à travers le nord de la Forêt-Noire jusqu'à Rottweil. Le tronçon Rastatt-Freudenstadt, qui traverse la vallée de la Murg jusqu'à Baiersbronn, est également connu sous le nom de Route de la Vallée de la Forêt-Noire depuis les années 1960 et, avec la B 500 (Route de la Forêt-Noire), est l'une des routes touristiques de la Forêt-Noire. Les deux routes se rejoignent à Freudenstadt. Le tronçon Rastatt-Gaggenau est étendu à quatre voies jusqu'au niveau du château de Bad Rotenfels depuis 2001. Gernsbach est soulagée depuis 1997 par le tunnel de Gernsbach.

## Électrification
Dans le projet pilote eWayBW, la route fédérale 462 entre Kuppenheim et Gernsbach-Obertsrot doit servir de piste d'essai pour les trolley-camions. Deux tronçons de 4 km de long dans cette zone sont électrifiés à cet effet. Dès 2020, la mise en service est prévue au printemps 2021 et le démantèlement des systèmes après trois ans de fonctionnement test à l'été 2024, sauf si un autre concept de fonctionnement est trouvé. Après deux projets pilotes d'E-Highway sur des autoroutes, il s'agit du premier essai sur une Bundesstraße.

## Source
- (de) Cet article est partiellement ou en totalité issu de l’article de Wikipédia en allemand intitulé « Bundesstraße 462 » (voir la liste des auteurs).

1. ↑  (de) Linda Möllers, « Bundesstraße wird erste E-Highway-Teststrecke im Land », sur Heilbronner Stimme, 2020 (consulté le 26 janvier 2022)